# Nowy Lubliniec
Nowy Lubliniec (do 14 lutego 1968 Lubliniec Nowy) – wieś w Polsce położona w województwie podkarpackim, w powiecie lubaczowskim, w gminie Cieszanów.
W Nowym Lublińcu funkcjonuje Zespół Szkół Publicznych obejmujący szkołę podstawową i gimnazjum oraz jednostka OSP założona w roku 1949.
Wieś starostwa niegrodowego lubaczowskiego na początku XVIII wieku. W latach 1975–1998 miejscowość administracyjnie należała do województwa przemyskiego.
Wierni Kościoła rzymskokatolickiego należą do parafii Przemienienia Pańskiego w Starym Lublińcu.

## Historia
Wieś została założona 1569 roku przez Jerzego Jazłowieckiego, hetmana wielkiego koronnego i starostę lubaczowskiego, na brzegu Wirowej, obok Starego Lublińca. Była to wieś królewska w posiadaniu starostów. W XVI i XVII wieku wsią zarządzali dzierżawcy. W 1571 roku zbudowano drewnianą cerkiew pw. Przemienienia Pańskiego. W 1630 roku w Starym i Nowym Lublińcu było 154 domów. W 1672 roku był najazd Tatarów, którzy spalili cerkiew. W 1736 roku król August II Mocny potwierdził w dekrecie powinności mieszkańców w odrabianiu pańszczyzny. Ostatnim dzierżawcą wsi był Jerzy Mniszech, a od 1778 roku wieś przejęła w administracja austriacka. Wieś była w cyrkule Bełskim, a następnie w Żółkiewskim. W 1799 roku we wsi było 202 domy i 1231 mieszkańców (w tym 17 żydów). 26 października 1818 roku na licytacji, wieś nabył baron Herman Brunicki. 1 maja 1863 roku pod Kobylanką oddział powstańców pod wodzą gen. Antoniego Jeziorańskiego, stoczył zwycięską bitwę z wojskami rosyjskimi. 13 listopada 1918 roku Polacy walczyli z Ukraińcami o przynależność Nowego Lublińca do Polski. 
W II Rzeczypospolitej wieś w powiecie lubaczowskim województwa lwowskiego. W tym czasie Emil Parnas posiadał tutaj dwór z folwarkiem o pow. 523 ha. W 1939 roku wieś została zajęta przez wojska niemieckie, a do 1940 roku istniał przejściowy obóz pracy. W latach 1943–1947 w pobliskich lasach działały sotnie UPA z kurenia "Żeleźniaka" (Iwana Szpontaka), które zamordowały we wsi 18 Polaków. Dlatego 5 maja 1947 roku w Akcji "Wisła" wysiedlono Ukraińców. W 1947 roku we wsi osiedlili się polscy osadnicy z Rudy Różanieckiej i z północno-zachodnich terenów Rzeszowszczyzny. W 1949 roku utworzono Rolniczą Spółdzielnię Produkcyjną, a w 1954 roku wieś zelektryfikowano.

## Kościół
Cerkiew greckokatolicka
Według wzmianki z 1570 roku istniała już w Nowym Lublińcu cerkiew prawosławna. W 1670 roku zbudowano nową drewnianą cerkiew, która w 1672 roku została spalona przez Tatarów, ocalała tylko Ikona Matki Bożej. Następnie zbudowano cerkiew staraniem parocha Iwana Skoteńskiego, która w 1770 roku została odnowiona, później dobudowano nawy boczne. W 1845 roku była kanoniczna wizyta Eparchy Iwana Snigurskiego. W latach 1906–1908 zbudowano murowaną cerkiew, według projektu Wasyla Nahirnego, która została poświęcona 11 października 1908 roku przez bp. Konstantyna Czechowicza. W 1915 roku podczas frontu wojennego drewniana cerkiew spłonęła. Parochia należała do dekanatu lubaczowskiego, a następnie do dekanatu cieszanowskiego. W 1926 roku było 3656 wiernych. Parochia posiadała także cerkiew filialną pw. Przemienienia Pańskiego w Starym Lublińcu.
Parochowie w Nowym Lublińcu.
1785(?). Teodor Skaleński (zmarł 14 grudnia 1785 roku, żył 57 lat).
1787–1826. Nazareus Witoszyński (zmarł 3 grudnia 1826 roku, żył 64 lat).
1827–1829. Sylwester Lipnicki (zmarł 21 marca 1829 roku, żył 30 lat).
1829–1830. Stefan Kuryłowicz (administrator).
1830–1833. Dymitr Troszek (administrator).
1833-1849. Paweł Kociszewski.
1849–1852. Jakub Łukasiewicz.
 ? –1860. Antoni Witoszyński (zmarł 16 listopada 1860 roku, żył 40 lat).
1860–1863(?). Tytus Kowalski (administrator).0600190
1865(?)–1879. Jakub Witoszyński (zmarł 7 czerwca 1879 roku).
1879–1880. Wasyl Cjuk (administrator).
1880. Iwan Iwasiwka (administrator).
1880–1897. Grzegorz Pirożyński (zmarł 12 maja 1879 roku).
1897–1898. Piotr Kuzyk (administrator).0600190
1898–1936. Seweryn Matella (zmarł 12 października 1936 roku).
1936–1937. Stefan Fedorowicz (administrator).
1937–1947. Aleksander Kozenka.

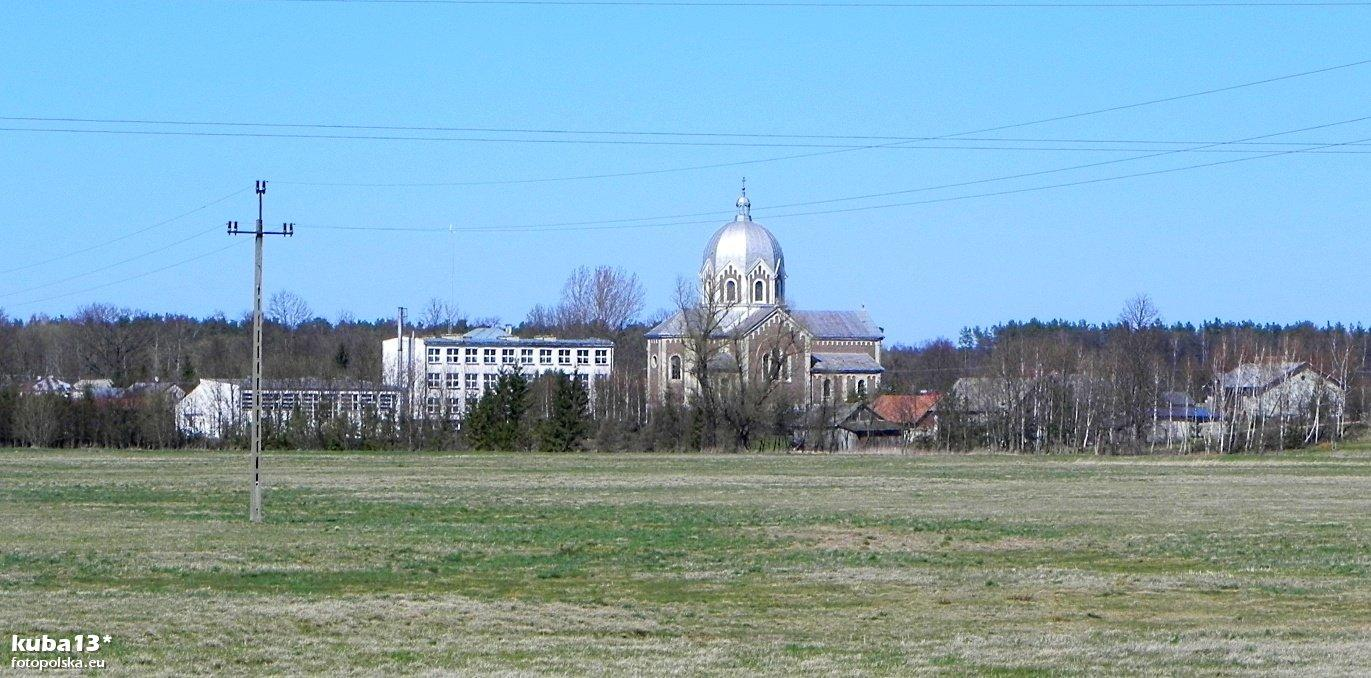
Widok na Nowy Lubliniec

Na cmentarzu w Nowym Lublińcu pochowany jest  ks. dr Józef Komarnicki - rektor Uniwersytetu Lwowskiego w roku 1896, greckokatolicki poseł-wirylista do Sejmu Krajowego Galicji.

## Edukacja

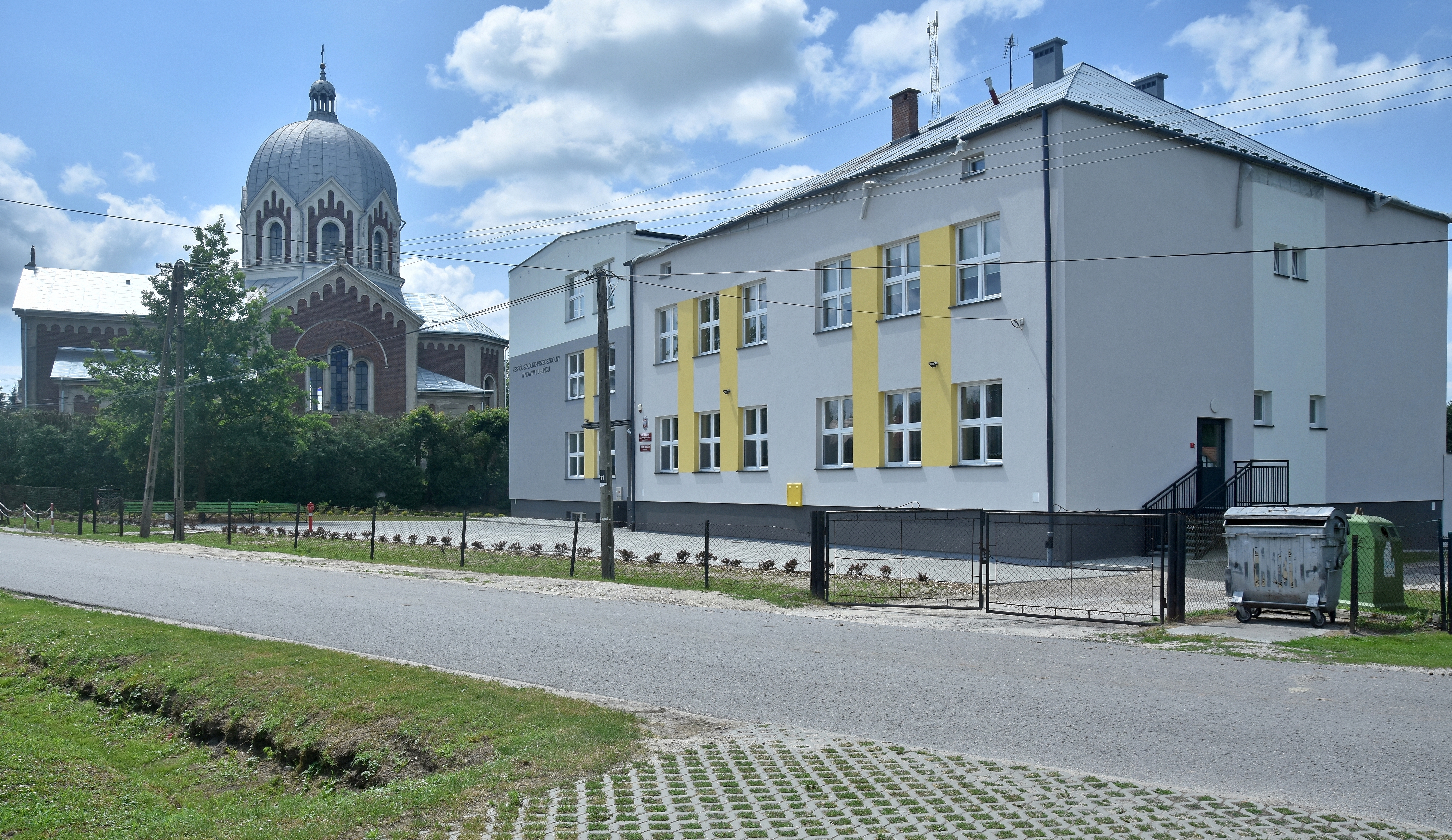
Szkoła podstawowa

W 1816 roku w Nowym Lublińcu powstała szkoła parafialna przy cerkwi Schola Parochialis. W 1835 roku nauczycielem był Adj. Roman Kot.
W 1847 roku w Nowym Lublińcu istniała już Szkoła trywialna (Schola trivialis) wzmiankowana w Schematyzmach Greckokatolickiej Eparchii Przemyskiej, której nauczycielem był mgr. Piotr Piotrowski, a do szkoły uczęszczało 168 uczniów. W 1857 roku nauczycielem był Mikołaj Artymowicz, na 213 dzieci w wieku szkolnym, do szkoły uczęszczało tylko 63 uczniów, a w 1861 roku nauczycielem był Tomasz Dmuchowski.
Przydatnym źródłem archiwalnym do poznawania historii początków szkolnictwa w Galicji, są austriackie Szematyzmy Galicji i Lodomerii, które podają wykaz szkół ludowych, wraz z nazwiskami ich nauczycieli. Szkoły wiejskie początkowo były tylko męskie, a od 1890 roku mieszane (koedukacyjne). W latach 1873–1874 szkoła była parafialna, a w latach 1974-1902 szkoła była 1-klasowa, a od 1902 roku 2-klasowa. Od 1899 roku szkoła posiadała nauczycieli pomocniczych, którymi byli: Natalia Szopówna (1899-1900), Helena Horoszewiczówna (1900-1902), Teodora Horoszewiczówna (1902-1903), Krystyna Hawlicka (1903-1904), Janina Turkówna (1904-1910), Ksenia Dobrowolska (1906-1910), Olga Metellówna (1910-1912), Adolf Turko (1910-1914?), Helena Metellówna (1913-1914?).
W 1904 roku została utworzona Szkoła Eksponowana Ostrówek ad Lubliniec Nowy, której nauczycielami byli: Stefania Gajerówna (1904-1907), Adolf Turko (1907-1908), Grzegorz Szczyrba (1908-1910), Mikołaj Krućko (1910-1911), Irena Metellówna (1911-1913), Grzegorz Szczyrba (1913-1914?).
W 1947 roku ponownie utworzono szkołę podstawową, której w późniejszym czasie podlegały szkoły filialne w Lublińcu Starym i PGR-ach. W latach 1975–1983 przeprowadzono remont szkoły. W latach 1987–1993 dokonano rozbudowy szkoły, którą 21 sierpnia 1994 roku poświęcił bp Jan Śrutwa. W 2001 roku oddano do użytku halę sportową. W latach 2001–2003 była szkoła 6-letnia, a do gimnazjum uczniowie uczęszczali do Nowego Sioła. W 2003 roku utworzono Zespół Szkół (szkoła podstawowa i gimnazjum).
Nauczyciele kierujący, kierownicy i dyrektorzy
1863–1866. Jan Piotrowski.
1867–1875. Józef Piotrowski.
1875–1876. Posada nieobsadzona.
1876–1878. Ignacy Antoniak.
1878–1881. Ignacy Horoszewicz.
1881–1913. Onufry Turko.
1913–1914(?). Michał Kuzian.
 ? – ?. Adolf Turko.
1947– ?. Stanisław Ciećkiewicz.
 ? – ?. Bolesław Szczygielski.
 ? – ?. Anna Fic.
 ? –1953. Julian Krzaczyński.
1953–1975. Jan Zimny.
1975–2006. Zbigniew Wróbel.
2006– nadal Alicja Szynal.

## Zabytki
We wsi znajduje się wybudowana w roku 1908 murowana cerkiew Przemienienia Pańskiego (projekt architekta Wasyla Nahirnego) po wojnie przejęta przez Kościół katolicki. Jest kościołem filialnym w parafii Przemienienia Pańskiego w Starym Lublińcu.
W cerkwi zachowała się wyjątkowa Ikona Bogurodzicy Hodegetrii z XVII w., ozdobiona sukienkami z ażurowymi koronami